# Citharichthys
Citharichthys is een geslacht van straalvinnige vissen uit de familie van schijnbotten (Paralichthyidae). Het geslacht is voor het eerst wetenschappelijk beschreven in 1862 door Bleeker.

## Soorten
- Citharichthys abbotti Dawson, 1969
- Citharichthys amblybregmatus Gutherz & Blackman, 1970
- Citharichthys arctifrons Goode, 1880
- Citharichthys arenaceus Evermann & Marsh, 1900
- Citharichthys cornutus (Günther, 1880)
- Citharichthys dinoceros Goode & Bean, 1886
- Citharichthys fragilis Gilbert, 1890
- Citharichthys gilberti Jenkins & Evermann, 1889
- Citharichthys gnathus Hoshino & Amaoka, 1999
- Citharichthys gordae Beebe & Tee-Van, 1938
- Citharichthys gymnorhinus Gutherz & Blackman, 1970
- Citharichthys macrops Dresel, 1885
- Citharichthys mariajorisae van der Heiden & Mussot-Pérez, 1995
- Citharichthys minutus Cervigón, 1982
- Citharichthys platophrys Gilbert, 1891
- Citharichthys sordidus (Girard, 1854)
- Citharichthys spilopterus Günther, 1862
- Citharichthys stampflii (Steindachner, 1894)
- Citharichthys stigmaeus Jordan & Gilbert, 1882
- Citharichthys surinamensis (Bloch & Schneider, 1801)
- Citharichthys uhleri Jordan, 1889
- Citharichthys valdezi Cervigón, 1986
- Citharichthys xanthostigma Gilbert, 1890